# Отінов Максим Леонідович
Макси́м Леоні́дович Оті́нов (1990-2024) — український військовослужбовець, учасник російсько-української війни, Герой України (2024, посмертно).

## Життєпис
Народився 22 червня 1990 року у Волочиську. Після закінчення школи навчався у Волочиському промислово-аграрному професійному ліцеї, здобув професію столяра.
У 2008 році призваний на строкову військову службу у 8-й окремий полк ССО. 
2015 року одружився з Олександрою, в 2019 році у них народилась донька Ульяна. 
26 лютого 2022 став до лав ТрО. Пізніше проходив службу у 65 ОМБр. Загинув 23 березня 2024 року в селі Роботине Запорізької області.
Похований у Волочиську 29 березня 2024 року.

## Нагороди
- Звання Герой України з удостоєнням ордена Золота Зірка (2024, посмертно)[4].